# Magical Healing
『Magical Healing』（マジカル・ヒーリング）は、1985年11月1日にリリースされた原田真二、8作目のスタジオ・アルバムである。

## 帯コピー
- 高感度のハートを刺激するセンセーション!超モダンなダンサブル・ビートとポップ・センスが、いまN.Y.を超えた!

## 解説
1985年9月、アルバム発売に先がけ、新たに「Friday Night Club」というライブイベントを立ち上げ、金曜日の夜に定期的にライブを行った。飲食できるスペースも確保しつつ、スタンディング・ライブで盛り上がる空間の演出と演奏。当時の日本ではまだクラブ感覚でライブを楽しめる場所がなかった時代に、欧米風システムを持ち込んだ。クライシスメンバーもオーディションにより一新。自身も大胆に化粧を施し、オリエンタルなコスチュームでビジュアルにも拘った（その後のTRFやZOOのメンバーもこのイベントに参加している）。このライブイベントと連動して企画製作されたアルバムが『Magical Healing』である。
なお翌年には「Friday Night Club」という原田真二初のライブビデオも発売している。

### 方向性
レコードクレジットでの原田真二&クライシスを解消し、バンドサウンドから打ち込みサウンドへ移行。再びソロに転じた。
ステージパフォーマンスにダンスが加わったり、クラブでのスタンディングライブ演出&それと連動したジャケット企画。雑誌・インタビュー等で、この時期から類度にダンサブルという言葉を使うようになる。
「ビジュアル面と（音楽の）アレンジ面で、いろんなトライをしました。ミキシングエンジニアにアメリカ人のトップクラスを起用したり、いろいろ大胆なことをやった記憶があります｣と記している。
ミキシングエンジニアはMichael Brauer。シンセサイザープログラマーには、後にバンドにも参加する深沢順。

### エピソード
アルバムタイトルとなっている"Healing"（癒し）という言葉はまだ馴染みのない言葉であったため、当時のインタビューなどでHealingと発音すると、Feelingだと勘違いされることが多かったという。その都度癒しの重要性について説明し理解してもらっていた。

## 収録曲
1. バンドは金曜日に出来た (3:49)
2. ORIENTAL KISS (3:38)
3. 永遠を感じた夜 (3:53)　※Single 1　1985/9/21
4. SUBWAYの夜明け　　　　　(4:01)
5. HEAT DANCING (4:09)
6. 寒がりのVOICE　(4:27)　※Single 2　1986/3/5
7. MAGICAL HEALING　(5:33)
8. SWAY ME (4:41)
9. バスルームの沈黙 (4:36)

### Writers
- PRODUCED，COMOSED，PERFORMED，by SHINJI HARADA
- EXCEPT M-6 「寒がりのVOICE」 WORDS by HIDEKI ANDO

## MUSICIANS
- MIXED by MICHAEL BRAUER

- SYNTHESIZER PROGRAMMER： JUN FUKAZAWA

- ALL KEYBOARDS GUITARS & SOLO & DRUMS & PERCUSSION： SHINJI HARADA

### Additional Musicians
- BASS： NOBUO ARIGA
- SAX： HIROYASU YAGUCHI
- CHROMATIC HARP： NOBURO YAGI
- GUITAR： MIAKI HARADA　(M-3.4.6)
- CHORUS： TADAMASA MOMOTA／SHINJI HARADA
- STRINGS： ASUKA KANEKO TEAM